# Рамсланд, Мортен
Мортен Рамсланд (дат. Morten Ramsland, род. 1971, Несбю, около Оденсе, Дания) — популярный датский писатель, автор романа «Собачья голова», впервые опубликованного в 2005 году и ставшего бестселлером в Европе.

## Биография
Мортен Рамсланд родился в 1971 году в небольшом датском городе Несбю. Отец Мортена был ревизором, мать занималась хозяйством, впоследствии она получила должность социального советника. В школе у Рамсланда были проблемы, связанные с плохим поведением, однако именно там Мортен всерьез заинтересовался литературой. Роман Михаэля Струнге «Вооруженный крыльями» (Michael Strunge, «Væbnet med vinger», 1984) вдохновил начинающего писателя на создание первых стихотворений. В годы учёбы в университете вышел его дебютный сборник стихотворений «Когда улетают птицы» («Når fuglene driver bort»), тепло принятый критиками, однако почти незамеченный читателями. Позже, в 1998 году, вышел роман «Мечты акации» («Akaciedrømme»), написанный под впечатлением от поездки в Восточную Африку в качестве участника проекта "Международное сотрудничество". Роман не имел успеха, и это послужило причиной глубокой депрессии автора, которая затянулась на пару лет. В качестве лечения она начал записывать свои детские воспоминания. Рамсланд не собирался публиковать эти истории, однако очевидно, что именно они стали толчком к созданию нового романа «Собачья голова» («Hundehoved»), ставшего большим литературным событием в Дании. «Собачья голова» была удостоена датской Премии за лучший роман, премии Читателей и Золотого лаврового листа — самой престижной литературной премии Дании. Никогда ранее жюри трех настолько разных премий не были столь единодушны в своем выборе. Во Франции роман получил Мольеровскую премию, а также завоевал две литературные премии в Италии. за прошедшие годы книга была переведена на 18 языков, планируется её экранизация. Сегодня Рамсланда сравнивают с такими авторами, как Габриэль Гарсия Маркес, Салман Рушди, Джон Ирвинг, и датским национальным достоянием Петером Хёгом. Успех романа «Собачья голова» и статус бестселлера дали автору возможность оставить работу и полностью сконцентрироваться на творчестве.

## Роман «Собачья голова»
Роман «Собачья голова» представляет собой ироническую постмодернистскую вариацию саги — классического жанра скандинавской литературы — героями которой становятся не викинги, а обычные люди XX века. По определению самого автора, его стиль можно охарактеризовать как «гротескный реализм».
Роман повествует о жизни трех поколений норвежско-датской семьи — с конца 1930-х годов до наших дней. Герои романа — смешные, трогательные и обстоятельно сумасшедшие, легко узнаваемы в окружающих людях. Фантасмагорически-абсурдная реальность для них — естественная среда обитания, это не отклонение от нормы, а собственно норма. Бывший контрабандист и узник нацистского концлагеря Аскиль пишет кубистические картины по поводу каждого семейного события, а также пытается внедрять принципы кубизма в судостроение, жена его, норвежка Бьорк, оказавшаяся на старости лет в Дании, не может жить без консервных банок с воздухом из родной Норвегии, а их сын, обладатель непомерно больших ушей, проводит большую часть своего времени в шкафчике под кухонной раковиной, выдумывая и рисуя невиданных чудовищ — занятие, которое впоследствии оборачивается для него успешной карьерой финансиста. Лишь в сорокалетнем возрасте, снова повстречав свою первую любовь, Ушастый бросает все, и счастливо погибает в Гималаях; на похоронах Аскиля его прах по щепотке разбирают запрудившие часовню многочисленные собутыльники, а младший, 22-летний летописец семьи Асгер, сбежавший к тому времени в Амстердам, пытается понять рассказать, как же на самом деле прожил свою жизнь каждый из его предков.

### Отзывы прессы
- «Блестящая семейная сага — реализм с долей гротеска. Лучше, чем Петер Хёг». Weekendavisen
- «…непростое чтение, однако роман „Собачья голова“ с его едкостью и остротами стоит этих усилий!„

Entertainment Weekly BOOK REVIEWS, Morten Ramsland DOGHEAD
- “…Рамсланд, как и Джон Ирвинг, откровенно пренебрегает всеми табу и одержим ситуациями, неправдоподобными до нелепости».
- The New York Times Comedy of Blunders